# Cyanoloxia
A Cyanoloxia  a madarak osztályának verébalakúak (Passeriformes) rendjébe és a kardinálispintyfélék (Cardinalidae) családjába tartozó nem. Egyes szervezetek a fajok egy részét a Cyanocompsa nembe helyezik.

## Rendszerezésük
A nemet Charles Lucien Jules Laurent Bonaparte francia ornitológus írta le 1850-ben, az alábbi faj vagy fajok tartoznak ide:
- Cyanoloxia rothschildii[1] vagy Cyanocompsa rothschildii[2]
- ultramarin püspökpinty (Cyanoloxia brissonii[1] vagy Cyanocompsa brissonii)[2]
- kék püspökpinty (Cyanoloxia cyanoides[1] vagy Cyanocompsa cyanoides)[2]
- enciánkék magtörő (Cyanoloxia glaucocaerulea)